# St Hugh's College
Il St Hugh's College è uno dei collegi costituenti l'Università di Oxford. Fondato nel 1886 e inizialmente aperto solo alle donne, si trova a nord del centro di Oxford; gli uomini sono stati ammessi a partire dal 1986.
Il collegio fu creato da Elizabeth Wordsworth, figlia del celebre poeta William Wordsworth, con la speranza di aiutare il crescente numero di studentesse che desideravano il livello di educazione garantito dalle prestigiose università di Cambridge ed Oxford. Essa dedicò il collegio ad uno dei predecessori di suo padre, Ugo di Lincoln. Il collegio si spostò nella sua posizione attuale nel 1913. Durante la seconda guerra mondiale molti degli edifici vennero requisiti ad uso di ospedale.